# Riccardo Drigo
Riccardo Eugenio Drigo (30. června 1846 Padova – 1. října 1930 Padova) byl italský dirigent a hudební skladatel působící v Rusku. 
Dlouhou dobu působil jako kapelník Mariinského (Carského) divadla v Petrohradu a hudební ředitel tamního baletu. Pro něj složil hudbu na originální libreta i revize starších děl. Často s ním spolupracoval choreograf Marius Petipa. Během svého působení Drigo nastudoval a dirigoval prakticky každý balet a operu provedenou na carských scénách a byl považován za jednoho z největších evropských dirigentů své doby.
Drigo je velmi známý také jako baletní skladatel, upravoval také baletní hudbu jiných mistrů a složil velký počet tanců. K jeho baletní hudbě patří:
- Talisman (Petipa, 1889);

- Kouzelná flétna (Lev Ivanov, 1893);

- Probuzení flóry (Petipa, 1894);

- Harlekýnovy miliony neboli Harlekináda (Petipa, 1900), z tohoto baletu se často samostatně hrává Serenáda a Valse Bluette, asi nejznámější Drigovy skladby.
- Labutí jezero, revize a adaptace Čajkovského baletu (1895).

K známým Drigovým tancům patří Pas de deux z Korzára (1899); La Esmeralda Pas de Deux (1899); La Esmeralda Pas de Six (1886), Pas de deux z Diany a Acteona (1903); Pas de deux z Talismanu a Pas de deux z Harlekinády.

## Životopis
Otec Silvio Drigo byl právník a matka Vittoria Lupatiová, sestra politika Bortola Lupatiho, byla aktivní v politice. Nikdo v rodině neměl zvláštní nadání pro hudbu, ale Riccardo v pěti letech začal studovat klavír s rodinným přítelem, Maďarem Antoniem Jorichem. Brzy se dostal na velmi dobrou úroveň a jako dospívající byl už v Padově poměrně známý. Otec mu dovolil studium na prestižní konzervatoři v Benátkách, kde Drigovým učitelem byl Antonio Buzzolla, žák Gaetana Donizettiho. Drigo složil první skladby jako dospívající, většinou romance a valčíky. V roce 1862 mu bylo dovoleno provést některé z jeho skladeb s amatérským orchestrem v Padově, a tehdy začal projevovat zájem o dirigování.
Drigo ukončil konzervatoř v roce 1864 a byl najat jako pianista korepetitor Garibaldiho divadlem v Padově. Tato zkušenost ho přesvědčila, aby rychle hledal práci jako dirigent. Vystřídal několik různých amatérských těles (Vicenza, Rovigo, Udine a Benátky), ale kvůli velkému množství klavíristů s konzervatoří v Itálii měl Drigo málo naděje, že prorazí.
Ve věku dvaceti dvou let Drigo představil svou první operu v Garibaldiho divadle. Premiéra byla 25. července 1868 a opera o dvou dějstvích se jmenovala Don Pedro Portugalský. I přes značný úspěch musely reprízy být zrušeny z důvodu epidemie cholery, která způsobila nucené uzavření všech divadel v provincii Padova.
První velká příležitost pro Driga jako dirigenta přišla v roce 1868, když maestro di cappella Garibaldiho divadla onemocněl v předvečer premiéry komické opery Costantina Dall'Argineho Dva medvědi. První houslista odmítl představení řídit, ale doporučil Driga, protože byl korepetitor a jako takový znal důvěrně partituru. Drigo měl velký úspěch a byl okamžitě jmenován zástupcem kapelníka (Secondo maestro di cappella).
Během příštích deseti let Drigo získal zkušenost jako dirigent v různých divadlech v Itálii a dalších částech Evropy. Brzy začal režírovat opery včetně Carmen od Bizeta v Seville, Lazebníka sevillského od Rossiniho v Marseille, Nápoj lásky a Kateřinu Cornarovou od Donizettiho v Benátkách, Fausta od Gounoda v Paříži a Náměsíčnou a Normu od Vincenza Belliniho v divadle La Scala v Miláně.
V roce 1878 se život Riccarda Driga navždy změnil. Během operní sezóny v Padově se ředitel Císařských divadel Petrohradu, baron Karl Karlovič Kister, zúčastnil představení Nápoje lásky a Drigově provedení. Kister byl velmi ohromen talentem dirigenta, který řídil orchestr bez pomoci partitury. Po poslechu několika Drigových skladeb mu Kister nabídl šestiměsíční smlouvu na dirigování Carského italského orchestru v Petrohradě. Tam postupně dirigoval celý základní repertoár italské opery. Významná byla například jeho monumentální nastudování Verdiho Aidy a Maškarního plesu. V Petrohradě také 22. února 1884 premiéroval svou operu La moglie rapita, jejíž libreto napsal Enrico Golisciani.
Drigo svůj pobyt v Rusku přerušil v roce 1885, kdy se načas vrátil do Itálie. V divadle Teatro La Fenice v Benátkách dirigoval Aidu roku 1885 a Le Villi, Normu a Favoritku s Giuseppem Kaschmannem a Rigoletta s Kaschmannem roku 1886.